# Wincenty Dłużak
Wincenty Dłużak (ur. 6 października 1874 w Bieżyniu, zm. 4 lutego 1922 w Gaju) – polski rolnik, działacz gospodarczy z Wielkopolski, delegat na Polski Sejm Dzielnicowy w Poznaniu w 1918 r.

## Życiorys
Przyszedł na świat w rodzinie włościańskiej Józefa i Franciszki z domu Misiak. Był trzecim dzieckiem i drugim synem. Nie wiadomo nic na temat jego dzieciństwa i wczesnej młodości. Ukończył szkołę ludową w Bieżyniu. O dalszej edukacji nic nie wiadomo. Posiadł umiejętność pisania i czytania, a także liczenia. Już jako nastolatek pracował w gospodarstwie swego ojca. Mając jedynie 25 lat zawarł 28 listopada 1899 r. związek małżeński z młodszą od siebie Zofią z domu Gościniak, pochodzącą z Łagowa, leżącego nieopodal Bieżynia Wkrótce urodziły się pierwsze dzieci. Jako młodszy syn nie mógł liczyć na objęcie gospodarstwa po ojcu. Musiał zatem poszukać własnego miejsca na ziemi. Znalazł je w osadzie Gaj, położonej niedaleko Dolska, leżącej w powiecie gostyńskim. Nabył tam w początkach 1907 r. folwark o powierzchni 110 ha Już w Gaju przyszły na świat kolejne dzieci. Miał ich wszystkich dziewiętnaścioro. Ostatnie urodziło się jako pogrobowiec. Nie dane mu było cieszyć się tak liczną gromadą, bowiem kilkoro dzieci nie dożyło dorosłego wieku. Mimo bolesnych doświadczeń osobistych aktywnie uczestniczył w życiu gospodarczym powiatu. W latach 1911–1918 był członkiem rady nadzorczej Banku Ludowego w Dolsku W latach 1918–1922 był prezesem Kółka Rolniczego w Kunowie W listopadzie 1918 r. Powiatowa Rada Ludowa w Dolsku delegowała go, wraz z 18 innymi delegatami z powiatu śremskiego na Polski Sejm Dzielnicowy, obradujący w Poznaniu w dniach 2-5 grudnia 1918 r Był zapalonym myśliwym. Wielokrotnie organizował polowania dla okolicznych sąsiadów. Podczas jednego z takich polowań śmiertelnie postrzelono jego szesnastoletniego syna Leona. Gdy zorganizował kolejne w początkach 1922 roku przemarzł i zachorował. Zmarł 4 lutego 1922 r.